# Komo (vattendrag)
Komo är ett vattendrag vars sträckning till största delen ligger i Gabon. Det har sin källa i Ekvatorialguinea och mynnar i Gabonviken i Atlanten.